# 짐벌

간략한 2축 짐벌의 예; 가운데 고리는 수직 성분이 고정되어 있다.

세 개의 짐벌이 하나로 구성되어있다. 각각의 짐벌은 roll, pitch and yaw의 자유도를 가진다.

짐벌(영어: gimbal)은 하나의 축을 중심으로 물체가 회전할 수 있도록 만들어진 구조물이다. 세 개의 짐벌로 구성된 구조에서 한 짐벌의 회전축이 다른 두 짐벌의 회전축과 직각을 이루도록 구성이 되면, 가장 안쪽 짐벌의 회전축에 장착된 물체는 바깥 지지대의 회전에 영향을 받지 않는다. (첫 번째 애니메이션의 세로축) 선박에서는 자이로스코프, 나침판, 난로, 그리고 컵홀더까지 선박이 전후좌우로 흔들리더라도 수평을 이루도록 짐벌이 사용된다.
나침반을 지지하는 짐벌 서스펜션은 이 기구를 상세히 기술한 이탈리아의 수학자 겸 외과의사인 지롤라모 카르다노 (1501-1576)의 이름을 따서 카르단 서스펜션이라고 불리기도 한다. 하지만 카르다노가 짐벌을 발명한 것도, 발명한 것을 주장한 것도 아니다. 이 기구는 고대로부터 알려져 있어, 이를 발명한 발명가는 알려지지 않는다.

## 같이 보기
- 조인트